# 奧韋爾鎮區 (明尼蘇達州奧特泰爾縣)
奧韋爾鎮區（英語：Orwell Township）是位於美國明尼蘇達州奧特泰爾縣的一個行政鎮區。

## 地方資料
奧韋爾鎮區的面積為90.47平方千米，當中陸地面積為86.58平方千米，而水域面積為3.88平方千米。根據2020年美國人口普查的數據，當地共有人口144人，而人口密度為每平方千米1.59人。